# تجویزگرایی زبانی
تجویزگرایی زبانی (یا به اختصار تجویزگرایی) (به انگلیسی: Linguistic prescription یا prescriptivism)، اصطلاحی است که توسط زبانشناسان برای متمایز کردن هر رویکردی به کار می‌رود که قصد دارد با معیارهایی غیرزبانشناختی قواعدی را ارائه دهد که زبان باید در چارچوب این قواعد به کار برود. تجویزگرایی با استفاده از معیارهایی نظیر برتری سره‌گرایی، منطق، تاریخ یا ادبیات، با اصرار بر هنجار بودن چنین معیارهایی و نقد تغییر از چنین هنجارهایی، تصویری استاندارد از زبان ارائه می‌دهد. زبانشناسی منتقد چنین رویکردی در زبان است و بر اهمیت مطالعه دقیق و توصیف‌گرایانه از کاربرد و همین‌طور مطالعه تنوعات زبانشناختی-اجتماعی تأکید دارد. در سال‌های اخیر مطالعات تجویزگرایانه به عنوان پدیده‌ای اجتماعی-فرهنگی مورد توجه قرار گرفته‌است. به‌طور کلی این اصطلاح در بافتی زبانشناختی جنبه تحقیرآمیز دارد.

## مبدأ
از لحاظ تاریخی، منشأ زبان‌شناسی تجویزی در یک زبان استاندارد می‌باشد، هنگامی که یک جامعه، طبقات با لایه‌بندی اجتماعی و سلسله مراتب اقتصادی و اجتماعی را بنا می‌نهند که در عوض کاربرد معتبر زبان نوشتاری و گفتاری (ایالت، نظامی (ارتش)، کلیسا) به عنوان زبان استاندارد در رقابت و برای موفقیت اجتماعی، حفظ و نگهداری می‌شود. برای تشخیص آن از زبان محاوره‌ای معاصر، کاربرد زبان استاندارد شامل رنگ‌های گفتار قدیمی و تحلیلی می‌باشد. علاوه بر این، سبک زبان استفاده شده در آئین مذهبی از گفتار روزمره متفاوت می‌باشد.

## زبان معیار: چینی سنتی و چینی ساده‌تر واژهٔ هان
هنگامی که فرهنگ و تمدن، نظامِ نوشتاری را توسعه می‌دهد، از لحاظ زبان‌شناسی استاندارد زبان گفتاری را تدوین می‌نماید سپس معیار (استاندارد) زبان نوشتاری را برای جوامع دارای زبان مبهم تدوین می‌نماید. فقدان یک مکالمه صحیح، سخنوری، گفتگو و زبان مشخص ابهام در زبان گفتاری را از بین می‌برد. تدوین قوانین گفتاری و نوشتاری یا گماردن دستور زبان در بخش‌های گفتاری، نگاشتن، بیان و انتخاب لغات و مانند آن به‌دست می‌آید. سواد خواندن و نوشتن، معمولاً به وسیله دین و مذهب انتشار و گسترش می‌یافت دین مسیحی غربی، الفبای لاتین را گسترش داد. یهودیت، الفبای عبری را توسعه داد نهاد، اسلام الفبای عربی را گسترش داد، هندوها خطّ دِواناگری را به وجود آوردند. در چین، لغات و کلمات نوشتاری «هان» زبان‌های نوشتاری معیار می‌باشند و از نظام‌های نوشتاری ژاپنی و کره‌ای مشتق شده‌اند. از این گذشته، تدوین یک زبان تجویز شده (معیار) تجارت اقتصادی سیاسی در حال نشر حمایت می‌شود، که در کتاب‌ها دارای یک ارزش کمی است، بنابراین تغییرات در کاربرد زبان نوشتاری یک نوع خط اقتصادی قلمداد می‌شود که ممکن است آن‌ها را از کار بیندازد. از این رو، پیشرفت نوشتاری از عادات قدیمی جلوگیری می‌نماید.

## زبان استاندارد: (خط هیروگلفیک وابسته به بطلمیوس از معبد KOM OMBO)
از لحاظ زبان‌شناسی، تأسیسات حکومتی اداری دولتی به صدور فرمان یا نسخه‌نویسی (زبان استاندارد) برای تعداوم وظایف کاری گرایش دارد، بنابراین هر اداره یا دیوان، زبان استاندارد و تجویز شده‌استفاده می‌نماید. با توجه با این جنبه، انتشار رسمی و موثق (نوشتن)، کاربردهای قدیمی را که مأمور دولتی هستند تدوین می‌نماید، که زبان دولتی می‌باشد. اطلاعات نسخه‌نویسی شده از مصر باستان (۳۴۰۰ سال قبل از میلاد) که در آن اسپل یا هجی کردن قلمرو مصریان (۲۰۸۰ – ۱۶۴۰ سال قبل از میلاد) به دوره بطلیموس (۳۰۵–۳۰ سال قبل از میلاد) در خط هیروگلیفیک مصری‌ها و کاربرد استاندارد زبان دولتی بود. زبان جامعه، بنابراین، یک تداوم و ثبات سبک‌شناسی و فن نگارش است که این زبان معتیر است، که در تشریفات و مراسم مذهبی، نظامی و قانونی استفاده می‌شود از تنوع منطقه‌ای و گویش‌های محلی دارای ارزش بیشتری است. هنگامی که ارزش یابی کاربرد خیلی مشخص باشد، ناپیوستگی بین استاندارد و سبک و نگارش پایین (بومی و محلی) یک زبان، Diglossia (دو زبانه) را به وجود می‌آورد، در عوض زبان ممتاز و دارای امتیاز ویژه به مطالعه رسمی اداری مدیران دارد و قابل فهم و ادراک برای نا اموخته‌ها نمی‌باشد، که فقط گفتگو، خواندن و نوشتن محلی و بومی می‌باشد. در تلاش‌های مورد نیاز یرای سلطه و برتری یکدیگر، یک نویسنده باید درخوش‌نویسی چینی یا هجی کردن زبان انگلیسی تسلط داشته باشد که ممکن است توسط ساده‌سازی این مقاومت کم شود.
از تلاش‌های اخیر در نسخه‌نویسی موارد کلاسیک، متخصصین دستور زبان مشاهده نمودند که در حقیقت چه چیزی در تنوع اعتبار یک زبان و معیار آن مؤثر است. نسخه‌نویسی مدرن، برای مثال در کتاب درسی مدرسه، در آنالیز زبان‌شناسی توصیفی و نتایج آن وجود دارد. به خاطر همین نسخه‌نویسی به‌طور کلی بر اساس توصیفات می‌باشد. هرچند، نسخه‌نویسی دربرگیرنده انتخابات آگاهانه‌ای می‌باشد، تعدادی از اشکال موجود نسبت به دیگر موارد دارای برتری و مزیت‌هایی می‌باشند چنین انتخاباتی اغلب استراتژیک می‌باشند و در نتیجه افزایش دهنده دقت و نظم و ترتیب در استفاده از زبان می‌باشند. بعضی مواقع آن‌ها ممکن است بر اساس قضاوت کلأ ذهنی و فردی باشد یا یک ذوق یا سلیقه خوب انجام شود. بعضی مواقی یک تصمیم گیری آگاهانه برای پیشروی زبان یک کلاس یا یک منطقه در یک جامعه زبانی مناسب باشد و این می‌تواند از لحاظ سیاسی جدال امیزباشد که بعضی مواقع نسخه‌نویسی می‌تواند توسط یک موقعیت یا وضعیت اخلاقی تحریک می‌شود همان‌طور که ممکن است به وسیلهٔ جلوگیری کردن از کلمات ناسزا انجام گردد تمایل به جلوگیری از زبان که به‌طور خصوصی به الگوهای بهداشت توالت یا جنسی مربوط می‌شود ممکن است نتیجه‌گیری شود که کلمات خودشان زشت و ناپسند هستند مطابق با محکومیت تکمیل‌کننده‌ای است که برخلاف دین و مذهب، اذیت می‌کند و صدمه می‌زند یا زبانی است که از لحاظ سیاسی نیز صحیح نیست در بعضی مواقع این ادعا مجود دارد که در قرون گذشته نسخه برداری انگلیسی انگلیسی بر اساس قاعدهٔ گرامر لاتینی بود اما این مورد مشکوک است «رابرت لوسی» مکرر با آوردن نسخه عنوان نمود که این مورد درست است، اما در حقیقت، اجبار انگلیسی تحت قوانین یک زبان خارجی را محکوم کرد این حقیقت را که در قیاس با لاتین بعضی مواقع به عنوان استدلال قابل اثبات به حساب می‌آید.

## مشکلات
هنگامی که بسیاری از مردم پذیرفتند که برخی از انواع آموزش‌های تجویزی مطلوب هستند نسخه‌نویسی به آسانی مورد بحث قرار داده شد. بسیاری از زبان شناسان به چگونگی امر معین شده در بسیاری از راهنمای کاربرد به خصوص زمانی که نویسندگان در زبان یا زبانشناسی صلاحیت ندارند مشکوکند. برخی از کتاب‌های عامه پسند دربارهٔ کاربرد انگلیسی به وسیله روزنامه‌نگاران یا رمان نویسان نوشته شد که به‌طور کلی موجب بدنامی نسخه‌نویسی شد به وسیله به وجود آوردن خطاهای اساسی در تحلیل قواعد دستوری شد حتی وقتی ممارست به دست متخصصین شایسته (مانند کتب درسی نوشته شده توسط معلمان زبان) شرح داده شد نظر عاقلانه همیشه سلیس نیست و اشیاء می‌توانند به‌طور ناشایست رواج داشته باشند. تعدادی از موضوعات بالقوه سربسته مطرح شد یکی از مهم‌ترین موارد آن این است که نسخه‌نویسی به توجه به زبان بومی مخصوص یا طبقات اجتماعی بالاتر از دیگران گرایش دارد و بدین معنی که جنگیدن در مقابل گوناگونی زبانشناسی است. متعاقباً یک گویش استاندارد به طبقه بالاتر مربوط است به عنوان مثال انگلستان کبیر طرز تلفظ را پذیرفت اکنون RP وضعیت استاندارد (آوای انگلیسی) خود را از دست داده است و به وسیله استانداردهای دو تایی آمریکایی متداول و انگلیسی NRP (تلفظ غیر منطقه‌ای جایگزین شدهاست از آنجایی که آنان بیشتر پایهٔ دموکراتیک دارند هنوز استانداردهایی دارند که از قسمت‌های وسیعی از تکلم انگلیسی جهانی بیرون نگه داشته شوند. گویندگان انگلیسی اسکاتلندی، انگلیسی Hiberno، استرالیایی انگلیسی، آفریقایی و انگلیسی بومی ممکن است معیارتحریف شده در مقابلشان را احساس کنند؛ بنابراین نسخه نویی نتایج سیاسی آشکار دارد. در گذشته نسخه‌نویسی از روی قصد به عنوان ابزار سیاسی استفاده می‌شد امروزه نسخه‌نویسی معمولاً کوشش می‌کند برای دوری کردن از این دام ولی این می‌تواند برای عمل کردن کمی دشوار باشد. دومین مشکلات نسخه‌نویسی این است که قوانین تجویزی سریعاً مورد حفاظت قرار داده شدند و دشوار است که آن‌ها را تغییر دهیم وقتی زبان تغییر می‌کند، بنابراین این یک گرایشنویسی است که به صورت افراطی ان را حفاظت کنند. در اوایل قرن نوزدهم توصیه می‌شد که نسخه‌نویسی در مقابل انشعاب مصدر استفاده شود. دلیل اصلی این بود که ساختمان خصوصیات تکراری حقیقی از گوناگونی انگلیسی که به وسیله نسخه نویسان طرفداری می‌شد نبود. امروزه در اغلب گوناگونی‌های انگلیسی رایج شده‌است و تحریم طولانی‌تر از حمایت به وسیله اغلب شیوه‌های راهنما نیست. هرچند این قانون برای مدت طولانی مقاومت کرد، پس از توجیه به خاطر آن ناپدید شد. در این مورد نسخه‌نویسی می‌تواند به همراه تضاد با تکامل طبیعی زبان ظاهر شود، اگرچه معمولاً به منظور تنظیم کردن قوانین نیست. یک مشکل اضافی، دشواری معین کردن قانونی ضوابط است با اینکه منابع موثق نسخه‌نویسی تقریباً ثابت است و نظرات واضحی در مورد اینکه چرا آن‌ها یک انتخاب ویژه به وجود آوردند، از آنجایی که انتخاب‌ها ندرتاً به صورت کاملاً قراردادی هستند اغلب قراردادی را برای دیگران پدیدار می‌کند، برای کسانی که درک نمی‌کنند یا با این معیارها موافق نیستند. قضاوت‌هایی که برای رفع ابهام کردن یا افزودن توانایی به زبان برای به وجود آوردن فرق‌های دقیق که حمایت کردنشان آسان است می‌طلبند. قضاوت‌های مبنی بر تداعی ذهنی از یک کلمه بیشتر مسئله ساز هستند. سرانجام در این موضوع مشکل تعصبات مذهبی نامناسب است. هنگامی که منابع موثق شایسته متمایل به سمت اظهارات دقیق بودند اعلامیه‌های رسمی عمومی راجه به زبان، مستعد محکوم شدن هستند.
بنابراین عقیده نسخه‌نویسی معقول می‌تواند ترکیبی را به عنوان غیر استاندارد بشناسد و اظهار کند که این‌ها با وثیقه در برخی رمتون استفاده می‌شده‌است. پی در پی در کلاس مدرسه ممکن است به شیوه غیر استاندارد به‌طور غیرارادی نادرست رایج شود یک دیدی که زبانشناسان آن را رد می‌کنند. زبانشناسان ممکن است قبول کنند که این صورت غلط است اگر در مکاتبه کردن رد شود ولی نه به سادگی چ. ن از یک اصول قانونی انشعاب یافته‌است.
آثار کلاسیک مربوط به قرن هجدهم انگلستان و پیشنهاد تجربی رابرت لووس به نظر می‌رسد که حروف اضافه از جملات محاوره‌ای وابسته متروک مانده‌اند مطابق پیشرفت عقاید تعصب‌آمیز دستوری جمله نباید با یک حرف اضافه تمام شود به خاطر این دلایل برخی نویسندگان استدلال کردند که زبانشناسی تجویزی مزخرف یا بیهوده است، سموئل جانسون پیروی کردن از یک گرایش در برخی تجویزات برای مخالفت کردن با تغییرات زبان را توضیح داد. وقتی ما مردمی را می‌بینیم که پیر می‌شوند و در یک زمان مشخص یکی پس از دیگری از این قرن تا قرن دیگر می‌میرند به کیمیا می‌خندیم که به ما وعده زندگی طولانی به سوی هزاران سال را داده است و با عدالت برابر ممکن است لغت‌نویس مورد تمسخر قرار گیرد کسی که قادراست ایجاد کند بدون مثال از طائفه‌ای که کلمات و عبارات خودشان را از تغییرپذیری حفظ کردند، تصور خاهند کرد که واژه نامه اش می‌تواند زبان را مومیایی کند و آن را از انحراف و تباهی محفوظ نگه دارد که این تحت قدرت اوست برای تغییر ماهیت زمینی و اینکه یکبار به جهان، نادانی، بیهودگی و تظاهر را بفهماند. با این امید هرچند مکاتبی تآسیس شده بودند برای محافظت کردن از مسیرهای زبانیشان برای حفظ زود گذر آن و راندن مزاحمان، ولی مراقبت و فعالیت هایشان تاکنون بیهوده بوده‌است. صداها برای حفظ قانونیشان بسیار لطیف و ظریف هستند. مطابق با زنجیر کردن هجاها و پیچاندن ضربه با متعهدین مغرور و بی میل نسبت به سنجیدن خواسته‌شان به وسیله تواناییشان برابرند. زبان فرانسوی تحت بازرسی فرهنگستان به‌طور آشکار تغییر کرد. پلکان آملوت ترجمه پدر پاول به وسیله لی کو یاره آن پویس مشاهده شد و ایتالیایی‌ها این نوع طرز بیان از نویسنده کنونی که قابل درک نیست را حمایت نکردند و نسبت به بوکیس و مچپاول یا کارو متفاوت است.